# Costruzione dal basso
La costruzione dal basso o impostazione dal basso è un principio di tattica collettiva proprio del calcio.

## Storia
Grazie alla modifica della regola numero 16 sul calcio di rinvio, la costruzione dal basso è diventata un fondamentale importante per la tattica del calcio. Questa modifica è nata per velocizzare la ripresa del gioco ed ha incoraggiato la tendenza a costruire il gioco dal basso inducendo i difensori a ricevere palla già in area di rigore, ha indotto i portieri a rafforzare l’abilità di giocare coi piedi, diventando registi aggiunti, maggiormente coinvolti nel gioco e ha incoraggiato le squadre a pensare e organizzare nuovi modi di agire in pressione sulla squadra avversaria durante la sua fase di costruzione.

## Applicazione
Avviene attraverso una ripresa del gioco tramite rimessa dal fondo. Tipicamente, questa manovra di costruzione del gioco, incomincia dal portiere e coinvolge il reparto difensivo. L’impostazione dal basso può essere sia una difesa che un invito al pressing in modo da manipolare la struttura posizionale dell’avversario.